# Laureola longispina
Laureola longispina är en kräftdjursart som först beskrevs av Barnard 1956.  Laureola longispina ingår i släktet Laureola och familjen Armadillidae. Inga underarter finns listade i Catalogue of Life.